# Zecca di Reggio Emilia
La zecca di Reggio venne fondata grazie ad una concessione imperiale nel 1219, sebbene si conosca un tremisse d'oro a nome del re dei Longobardi Desiderio (l'unico esemplare conosciuto è stato rinvenuto presso Boretto). 

## Storia

### XIII-XIV secolo
Alla data del 1233 risalgono i primi documenti riguardante le coniazioni e conservati all'archivio del Vescovado di Reggio. In uno si fa riferimento alla concessione fatta a Nicolò: auctoritate imperiali sibi concessa.  In un atto di poco successivo (14 settembre dello stesso anno) il Comune si riserva il diritto di esaminare, accanto ai rappresentanti del vescovo, la nuova moneta..
A questa data risalgono le prime coniazioni, con un grosso d'argento  e un piccolo di mistura a nome del vescovo Nicolò Maltraversi. 
Al dritto c'è la lettera N, iniziale del vescovo, fra quattro globetti, due ai lati, uno sopra e l'altro sotto. Intorno la legenda + EPISCOPVS; le S sono orizzontali (∽).
Al rovescio è raffigurato un giglio araldico e intorno la legenda + DE REGIO.
Coniazioni, con gli stessi valori e tipi, furono fatte anche nel 1265 e 1325, quindi dopo il decesso del vescovo Maltraversi.
Un unico grosso di Azzo VII d'Este col giglio fa pensare ad una ridotta coniazione agli inizi del Trecento.

### Gli estensi - primo periodo
Ci fu poi un lungo intervallo ove ebbe corso la moneta milanese, e le coniazioni ripresero sotto Ercole I d'Este nel 1477, con una emissione di bagattini (piccole monete di rame). Nel 1494, dopo una supplica degli Anziani al Duca del 21 ottobre 1491, si riprese la coniazione in argento con un grosso da 2 soldi, uno da 1 soldo ed un testone da 6, e nel 1497, per la prima volta, con un ducato in oro.

### Dominazione pontificia
La produzione della zecca continuò anche durante l'occupazione pontificia (1512-1523) con l'emissione del doppio bagattino e del bagattino di Giulio II, di un altro bagattino di Leone X e infine di un terzo di Adriano VI. 

### Gli estensi - secondo periodo
Con Ercole II d'Este (1534-1559) la produzione raggiunge l'apice, anche qualitativo, con la produzione di diverse tipologie in argento (colombine, giuli, scudi, bianconi) e di sesini, quattrini e cavallotti in mistura, di bagattini in rame e di scudi in oro, col Cristo crocefisso che sanguina al costato.
Col successore Alfonso II d'Este le emissioni si diradano, pur rimanendo sempre di ottimo livello qualitativo, fino alla definitiva chiusura della zecca nel 1572. Da quella data coniò la sola zecca di Modena, anche se talvolta con nominali in lire reggiane (che erano in rapporto di 3:2 di quelle di Modena) come Francesco III che coniò il Capellone da 6 bolognini e 8 denari modenesi, pari a mezza Lira reggiana, o, da ultimo, Ercole III d'Este che coniò un soldo reggiano in rame nel 1783.